# بوهدان حسین
بوهدان حسین (اوکراینی: Гусак Богдан Ярославович؛ زادهٔ ۴ مهٔ ۱۹۷۲) بازیکن فوتبال اهل اتحاد جماهیر شوروی سوسیالیستی است.
از باشگاه‌هایی که در آن بازی کرده‌است می‌توان به باشگاه فوتبال اسپارتاک ایوانو-فرانکیفسک اشاره کرد.